# Monclassico
Monclassico là một đô thị ở tỉnh Trento ở vùng Trentino-Alto Adige/Südtirol của Ý, tọa lạc cách 35 km về phía tây bắc của Trento. Tại thời điểm ngày 31 tháng 12 năm 2004, đô thị này có dân số 811 người và diện tích là 8,7 km².
Đô thị Monclassico có các frazione (đơn vị trực thuộc) Presson.
Monclassico giáp các đô thị: Malè, Cles, Croviana và Dimaro.